# Diario de Cataluña (1888-1891)
El Diario de Cataluña fue un periódico español editado en Barcelona entre 1888 y 1891.

## Historia
Autorizado por José de Palau y de Huguet, se empezó a publicar el 27 de julio de 1888, bajo la dirección de José Pallés y Beltrán y posteriormente de Joaquín Coll y Astrell. Tenía su redacción y administración en la calle de Santa Ana, núm. 27, 1.º, y más adelante en Bajada de Santa Eulalia, núm. 1, en el actual Barrio Gótico de Barcelona.
El Diario de Cataluña nació en un contexto de división interna en el carlismo. Partidario del diario madrileño El Siglo Futuro en su disputa con La Fé y con el propio Don Carlos, fue fundado para contrarrestar en Barcelona la influencia de El Correo Catalán, diario dirigido por Luis María de Llauder, que se había mostrado leal al pretendiente y contrario a Ramón Nocedal.
En agosto de 1888 fue uno de los veinticuatro periódicos firmantes del llamado «Manifiesto de Burgos» que daría origen al Partido Integrista.
Debido a una enfermedad, Coll y Astrell fue sustituido por Jacinto de Maciá como director del Diario de Cataluña hasta enero de 1890, en que Coll y Astrell asumió nuevamente la dirección. No obstante, dimitiría el 10 de junio de 1891, al haber sentido menoscabado su honor después de que el secretario de cámara del obispado de Barcelona escribiera al arzobispado de Toledo informando de un asunto de dinero relacionado con la devolución de unos fondos depositados en el Palacio Episcopal de Barcelona. Coll y Astrell había solicitado la devolución de dichos fondos para una lápida en la basílica de Santa Leocadia de Toledo en conmemoración del XIII centenario de la conversión de Recaredo en el III Concilio de Toledo, momento que marcaba el inicio de la llamada unidad católica de España.
Tras la dimisión de Coll y Astrell, el propietario del periódico, Jacinto de Maciá, anunciaría el cese de su publicación el 17 de junio, publicando en primera plana en grandes letras «viva el sagrado corazón de jesús y su reinado social en españa y en el mundo entero». Poco después, Joaquín Coll y Astrell fundaría un nuevo diario integrista en Barcelona titulado Diario Catalán.